# Davíð Kristján Ólafsson
Davíð Kristján Ólafsson (15 mei 1995) is een IJslands voetballer die uitkomt voor het Poolse Cracovia Kraków.

## Carrière
Ólafsson werd geboren in Kópavogur en begon met voetballen bij het plaatselijke Breiðablik. Voor deze club maakte hij ook zijn debuut in het betaald voetbal. In 2019 verliet hij IJsland, om aan de slag te gaan bij het Noorse Aalesunds FK. Hier speelde hij twee seizoenen.
Op 12 januari 2022 werd bekend dat Ólafsson zijn carrière vervolgt bij Kalmar FF. Het tekende een contract tot 2024 bij de club uit de Zweedse Allsvenskan. Na twee seizoenen sloot Ólafsson het Zweedse hoofdstuk af om aan de slag te gaan bij Cracovia Kraków.

## Internationaal
Ólafsson maakte op 15 januari 2019 zijn debuut in het nationale elftal van IJsland. In de wedstrijd tegen Estland begon hij in de basis.

## LazyTown
In 2006 vertolkte Ólafsson de rol van Little Sportacus in de IJslandse kinderserie LazyTown.